# Воєводська дорога 110 (Польща)
Воєводська дорога 110 (DW110) — воєводська дорога класу G у північній частині  Західнопоморського воєводства. З'єднує DW102 у Лендзіні, DW103 у Церквіці з DW109 та DW105 у Грифиці. Дорога повністю пролягає Грифіцьким повітом. Довжина 23,8 км.

## Допустиме навантаження на вісь
З 13 березня 2021 року допускається рух транспортних засобів з навантаженням на одну ведучу вісь до 11,5 тонн, крім місць, позначених знаком заборони В-19.

## Міста на маршруті DW110
- Лендзін
- Карниці
- Церквиця
- Пшибернувко
- Грифиці